# Montlignon
Montlignon är en kommun i departementet Val-d'Oise i regionen Île-de-France i norra Frankrike. Kommunen ligger i kantonen Saint-Leu-la-Forêt som tillhör arrondissementet Pontoise. År 2022 hade Montlignon 2 966 invånare.

## Befolkningsutveckling
Antalet invånare i kommunen Montlignon
| Referens: INSEE |